# Pierre-Alain Frau
Pierre-Alain Frau (ur. 15 kwietnia 1980 w Montbéliard) – francuski piłkarz występujący na pozycji napastnika.

## Kariera klubowa
Wcześniej reprezentował barwy FC Sochaux, Olympique Lyon, RC Lens, Paris Saint-Germain F.C. i Lille OSC. 13 lipca 2011 roku podpisał 3-letni kontrakt z pierwszoligowym SM Caen.
| Sezon   | Klub                     | Kraj    | Rozgrywki  | Mecze | Bramki | Rozgrywki Europy   | Mecze | Bramki |
| ------- | ------------------------ | ------- | ---------- | ----- | ------ | ------------------ | ----- | ------ |
| 1997/98 | FC Sochaux               | Francja | Division 2 | 3     | 1      | –                  | –     | –      |
| 1998/99 | FC Sochaux               | Francja | Division 1 | 20    | 1      | –                  | –     | –      |
| 1999/00 | FC Sochaux               | Francja | Division 2 | 31    | 5      | –                  | –     | –      |
| 2000/01 | FC Sochaux               | Francja | Division 2 | 29    | 12     | –                  | –     | –      |
| 2001/02 | FC Sochaux               | Francja | Division 1 | 29    | 14     | –                  | –     | –      |
| 2002/03 | FC Sochaux               | Francja | Ligue 1    | 26    | 9      | –                  | –     | –      |
| 2003/04 | FC Sochaux               | Francja | Ligue 1    | 36    | 17     | Liga Europy UEFA   | 5     | 4      |
| 2004/05 | Olympique Lyon           | Francja | Ligue 1    | 32    | 7      | Liga Mistrzów UEFA | 8     | 2      |
| 2005/06 | Olympique Lyon           | Francja | Ligue 1    | 4     | 0      | Liga Mistrzów UEFA | 0     | 0      |
| 2005/06 | RC Lens (wyp.)           | Francja | Ligue 1    | 20    | 5      | Liga Europy UEFA   | 2     | 1      |
| 2006/07 | Paris Saint-Germain F.C. | Francja | Ligue 1    | 25    | 3      | Liga Europy UEFA   | 6     | 3      |
| 2007/08 | Paris Saint-Germain F.C. | Francja | Ligue 1    | 11    | 1      | –                  | –     | –      |
| 2007/08 | Lille OSC                | Francja | Ligue 1    | 12    | 2      | –                  | –     | –      |
| 2008/09 | Lille OSC                | Francja | Ligue 1    | 20    | 1      | –                  | –     | –      |
| 2009/10 | Lille OSC                | Francja | Ligue 2    | 34    | 13     | Liga Europy UEFA   | 9     | 3      |
| 2010/11 | Lille OSC                | Francja | Ligue 1    | 29    | 5      | Liga Europy UEFA   | 9     | 4      |
| 2011/12 | SM Caen                  | Francja | Ligue 1    | 32    | 6      | –                  | –     | –      |
| 2012/13 | Al-Wakrah Sports Club    | Katar   | QSL        | 0     | 0      | –                  | –     | –      |

Stan na: 18 sierpnia 2012 r.